# Liste von Personengruppen der chinesischen Kulturgeschichte mit besonderen Namensbezeichnungen
|  | Dieser Artikel wurde aufgrund von inhaltlichen Mängeln auf der Qualitätssicherungsseite der Redaktion Ostasien eingetragen. Dies geschieht, um die Qualität der Artikel aus dem Themengebiet Ostasien auf ein akzeptables Niveau zu bringen. Dabei werden Artikel gelöscht, die nicht signifikant verbessert werden können. Bitte hilf mit, die inhaltlichen Mängel dieses Artikels zu beseitigen, und beteilige dich bitte an der Diskussion! |

Dies ist eine Liste von Personengruppen der chinesischen Kulturgeschichte mit besonderen Namensbezeichnungen. Sie beinhaltet Personengruppen – vorwiegend aus Literatur und Kunst –, deren Personen im Chinesischen häufig unter den zuvorderst genannten Bezeichnungen zusammengefasst werden.

## 3
- Bei Song san dajia 北宋三大家 (Drei große Maler der Nördlichen Song-Dynastie): Dong Yuan 董源, Li Cheng 李成, Fan Kuan 范宽 (Nördliche Song-Dynastie)
- Jiangzuo san dajia 江左三大家 (Drei große Dichter aus Jiangzuo) Qian Lianyi 钱谦益, Yu Weiye 吴伟业, Gong Dingzi 龚鼎孳 (Ende der Ming-Dynastie, Anfang der Qing-Dynastie)
- Qianjia san dajia 乾嘉三大家 (Drei große Dichter der Qianjia-Ära – d. h. der Qianlong- und Jiaqing-Zeit): Yuan Mei 袁枚, Jiang Shiquan 蒋士铨, Zhao Yibing 赵翼并 (Qing-Dynastie)

## 4
- Nan Song si dajia 南宋四大家 (Vier Meister der Südlichen Song-Dynastie): a) siehe Zhongxing si dajia b) die Maler Li Tang 李唐, Liu Songnian 刘松年, Ma Yuan 马远, Xia Gui 夏圭 (beide Südliche Song-Dynastie)
- Yuanqu si dajia 元曲四大家 (Vier große Yuanqu-Dichter); Guan Hanqing 关汉卿, Zheng Guangzu 郑光祖, Ma Zhiyuan 马致远, Bai Pu 白朴 (Yuan) (Yuan-Dynastie)
- Zhongxing si dajia 中兴四大家 (Vier großen Zhongxing-Dichter); Nan Song si dajia (Vier Meister der Südlichen Song-Dynastie): Lu You 陆游, Yang Wanli 杨万里, Fan Chengda 范成大, You Mao 尤袤 (Südliche Song-Dynastie)
- Si da ahong 四大阿訇 (Vier große Akhunds, d. h. Religionsgelehrte des Islam): Wang Jingzhai 王静斋 (ca. 1879–1949), Da Pusheng 达浦生 (1874–1965), Ha Decheng 哈德成 (1888–1943) und Ma Songting 马松亭 (1895–1992)
- Viererbande, 四人帮/四人幫 Sìrénbāng

## 5
- Zuo-Lian wu lieshi 左联五烈士 (Fünf Märtyrer der Liga linksgerichteter Schriftsteller Chinas/League of Left-Wing Writers): Hu Yepin 胡也频, Rou Shi 柔石, Yin Fu 殷夫, Ping Keng 冯铿, Li Weisen 李伟森

## 6
- Wushu liu junzi 戊戍六君子 (Die sechs Männer von edlem Charakter des Jahres 1898): Tan Sitong 谭嗣同, Lin Xu 林旭, Yang Shenxiu 杨深秀, Liu Guangdi 刘光第, Kang Guangren 康广仁, Yang Rui 杨锐 (sechs Märtyrer der gescheiterten Hundert-Tage-Reform)

## 7
- Zhulin qixian 竹林七贤 (Sieben Weise vom Bambushain): Ruan Ji 阮籍, Xi Kang 嵇康, Shan Tao 山涛, Liu Ling 刘伶, Ruan Xian 阮咸, Xiang Xiu 向秀, Wang Rong 王戎
- Jian’an qizi 建安七子 (Sieben Meister der Jian’an-Periode): Kong Rong 孔融, Chen Lin 陈琳, Wang Can 王粲, Xu Gan 徐干, Ruan Yu 阮瑀, Yin und Yang 应玚, Liu Zhen 刘桢 (Östliche Han-Dynastie)

## 8
- Tang Song ba dajia 唐宋八大家 (Acht große Dichter der Tang- und Song-Dynastie): Han Yu 韩愈, Liu Zongyuan 柳宗元, Ouyang Xiu 欧阳修, Su Xun 苏洵, Su Shi 苏轼, Su Zhe 苏辙, Wang Anshi 王安石, Zeng Gong 曾巩 (Tang-Dynastie und Song-Dynastie)
- Yangzhou baguai 揚州八怪 (Acht Exzentriker von Yangzhou): Wang Shishen (汪士慎), Huang Shen (黄慎), Li Shan (李鱓/李鳝), Jin Nong (金农), Luo Pin (罗聘), Gao Xiang (高翔), Zheng Xie (郑燮), Li Fangying (李方膺) (Qing-Dynastie)

## 9
- Xiangshan jiulao 香山九老: Bai Juyi 白居易, Hu Nie, 胡臬, Ji Jiao 吉皎, Zheng Ju 郑据, Liu Zhen 刘真, Lu Zhen 卢真, Zhang Hun 张浑, Li Yuanshuang 李元爽, Ru Man 如满

## 10
- Dali shi caizi 大历十才子 (Zehn talentierte Gelehrte der Dali-Ära): Lu Lun 卢纶, Ji Zhongfu 吉中孚, Han Hong 韩翃, Qian Qi 钱起, Sikong Shu 司空曙, Miao Fa 苗发, Cui Dong 崔峒, Geng Wei 耿湋, Xiahou Shen 夏侯审, Li Duan 李端 (Tang-Dynastie)
- Zehn Marschälle (中华人民共和国元帅): Zhu De 朱德, Peng Dehuai 彭德怀, Lin Biao 林彪, Liu Bocheng 刘伯承, He Long 贺龙, Chen Yi 陈毅, Luo Ronghuan 罗荣桓, Xu Xiangqian 徐向前, Nie Rongzhen 聂荣臻, Ye Jianying 叶剑英

## 24
- Ershisi xiao 二十四孝 (Vierundzwanzig Kindliche Pietät erweisende Personen): Yu Shun 虞舜 (Mythische Zeit), Han Wendi 刘恒/汉文帝 (Westliche Han-Dynastie), Zeng Shen/Zengzi 曾参/曾子 (Frühlings- und Herbstperiode), Min Sun 闵损 (Frühlings- und Herbstperiode), Zhong You 仲由/Zilu 仲由 (Frühlings- und Herbstperiode), Dong Yong 董永 (Östliche Han-Dynastie), Tanzi 郯子 (Frühlings- und Herbstperiode), Jiang Ge 江革 (Frühlings- und Herbstperiode), Lu Ji 陆绩 (Zeit der Drei Reiche), Tang furen 唐夫人 (Tang-Dynastie), Wu Meng 吴猛 (Jin-Dynastie (265-420)), Wang Xiang 王祥 (Jin-Dynastie (265–420)), Guo Ju 郭巨 (Jin-Dynastie (265–420)), Yang Xiang 杨香 (Jin-Dynastie (265–420)), Zhu Shouchang 朱寿昌 (Song-Dynastie), Geng Qianlou 庚黔娄 (Südliche Qi-Dynastie), Lao Caizi 老莱子 (Frühlings- und Herbstperiode), Cai Shun 蔡顺 (Han-Dynastie), Huang Xiang 黄香 (Östliche Han-Dynastie), Jiang Shi 姜诗 (Östliche Han-Dynastie), Wang Pou 王裒 (Westliche Jin-Dynastie), Ding Lan 丁兰 (Östliche Han-Dynastie), Meng Zong 孟宗 (Zeit der Drei Reiche), Huang Tingjian 黄庭坚 (Nördliche Song-Dynastie)